# George FitzGerald (Musikproduzent)
George FitzGerald (* in Watford) ist ein britischer DJ und Musikproduzent. Er veröffentlicht überwiegend bei den Independent-Labels Double Six Records und Hotflush Recordings.

## Leben und Karriere
Fitzgerald arbeitete vor Beginn seiner Karriere in den Plattenladen Black Market Records, wo er bereits erste Kontakte zur Londoner Musikszene knüpfen konnte. 2010 wechselte er seinen Wohnort nach Berlin und begann mit dem Produzieren und Veröffentlichen elektronischer Tanzmusik. Er unterschrieb kurz darauf seinen ersten Vertrag bei dem Label Hotflush Recordings. Fitzgerald entschied sich somit, seinen Lebensunterhalt mit dem Produzieren elektronischer Tanzmusik zu bestreiten und eine Karriere anzustreben. Durch diverse Veröffentlichungen, wie beispielsweise Don’t you und Fernweh erlangte er zunächst etwas lokale Bekanntheit in der Berliner Techno-Szene. Er remixte unter anderem Musik der Künstler Jessie Ware und Throwing Snow. Den Durchbruch erlangte er 2013, als er Gast bei der renommierten Essential-Mix-Musiksendung des BBC Radio 1 war. Er wurde daraufhin von dem Independent-Label Double Six Records unter Vertrag genommen. 2018 veröffentlichte Fitzgerald sein Debütalbum. Auf dem Album befinden sich Gastbeiträge von Tracey Thorn und Lil Silva.
Die Produktionen von George FitzGerald lassen sich zu weiten Teilen den Genres Tech House und Deep House zuordnen. Häufig nutzt er in seinen Liedern Vocals-Elemente.

## Diskografie (Auswahl)
Alben
- 2018: All That Must Be (Domino Records)

EPs
- 2011: Shackled (Hotflush Recordings)
- 2015: Full Circle (Double Six Records)
- 2017: Burns (Double Six Records)